# Ancien hôtel Thomas-de-la-Valette de Carpentras
L'Ancien hôtel Thomas-de-la-Valette, est un bâtiment à Carpentras, dans le département de Vaucluse. 

## Histoire
Cet hôtel particulier a été construit à l'initiative du Comte de Modène. Il est racheté par le Comte de Thomas-de-la Valette en 1750. L'hôtel est classé au titre des monuments historiques depuis le 12 octobre 1995.